# Catedral de la Almudena
La Santa Iglesia Catedral Metropolitana de Santa María la Real de la Almudena, conocida simplemente como catedral de la Almudena, es una catedral de culto católico, dedicada a la Virgen María bajo la advocación de la Almudena, y sede episcopal de Madrid.
Construida muy cerca del emplazamiento de la anterior y muy antigua iglesia de Santa María de la Almudena, que se levantó a su vez sobre una mezquita, la catedral está dedicada a la Virgen de la Almudena, patrona de Madrid. El nombre de esta virgen y catedral derivan de la palabra árabe al-mudayna, que significa "ciudadela". La catedral está ubicada en el centro histórico de la ciudad de Madrid; la fachada principal se encuentra frente al Palacio Real, mientras que la fachada del crucero mira hacia la calle de Bailén y el acceso a la cripta se realiza por la cuesta de la Vega, al final de la calle Mayor. A diferencia de la mayoría de templos cristianos, de orientación este-oeste, la catedral tiene una orientación norte-sur, fruto de su concepción como parte integrante del conjunto del Palacio Real.
La catedral es el principal templo de la Archidiócesis de Madrid, sede del arzobispo y del capítulo metropolitano. Se trata de un edificio de 102 metros de longitud y 73 de altura máxima, construido desde finales del siglo XIX a finales del XX, en diferentes estilos arquitectónicos: neoclásico en el exterior, neogótico en el interior y neorrománico en la cripta.
Fue consagrada el 15 de junio de 1993 por el papa San Juan Pablo II, en el transcurso de su cuarto viaje a España.

## Historia

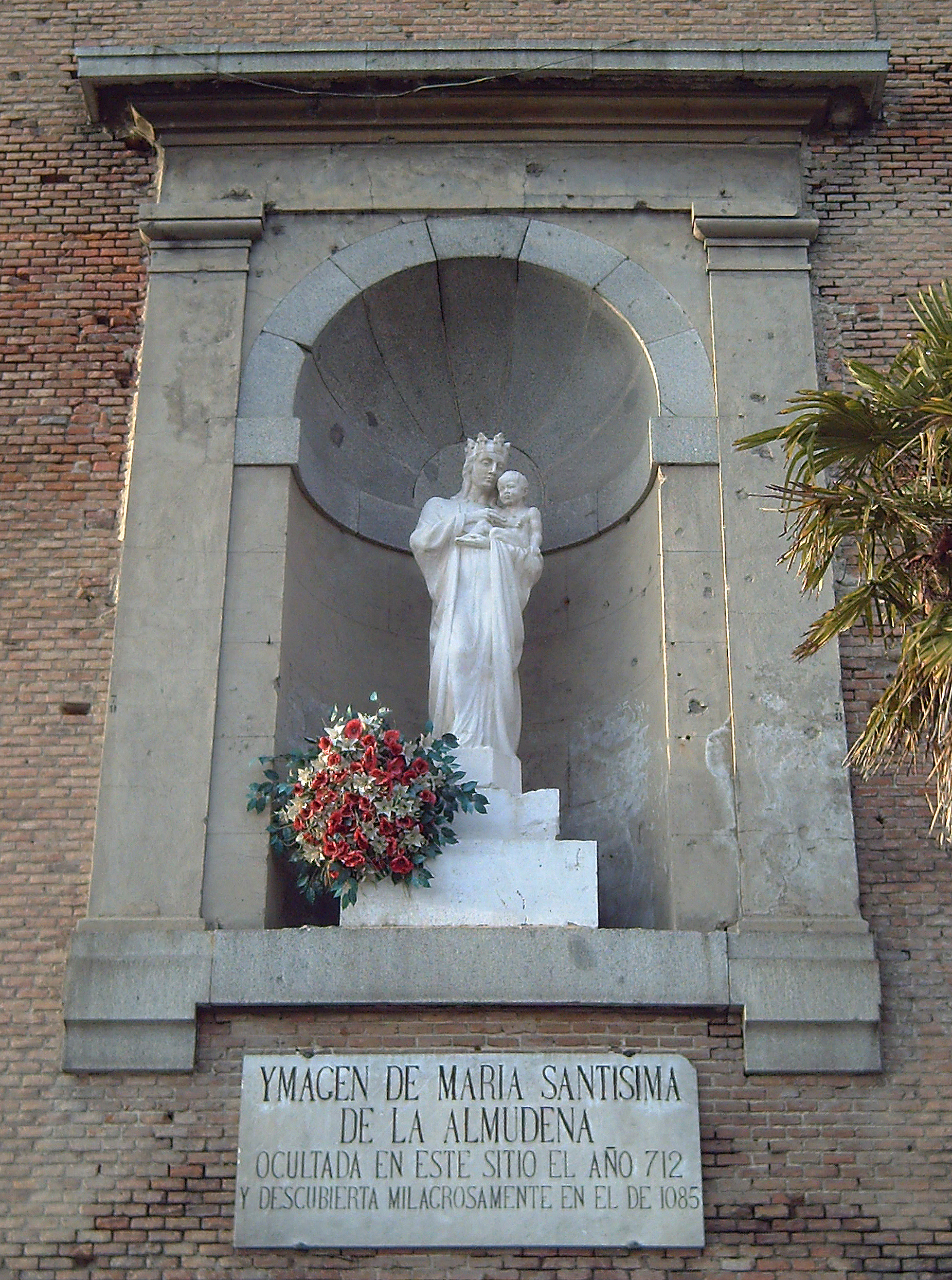
Escultura de piedra de la Virgen de la Almudena, en una hornacina de la Cuesta de la Vega. Según la tradición, este fue el lugar donde fue encontrada milagrosamente la imagen, tras la invasión musulmana

Según la leyenda, cuando en 1083 el rey Alfonso VI de León conquistó Madrid y expulsó a los musulmanes, se obsesionó con encontrar un valioso icono de la Virgen María que siglos atrás había sido escondido entre los muros de la ciudadela para que estuviera a buen recaudo. Incapaz de localizar la figura perdida, Alfonso VI se entregó a la oración hasta que una sección de los muros se derrumbó y dejó a la vista la imagen, todavía iluminada por las velas con las que había sido sepultada siglos atrás. El lugar del milagroso y legendario suceso está señalado, en el exterior de la catedral, por una hornacina con una estatua de la Virgen.
Los orígenes de la catedral de la Almudena pueden situarse en la pequeña iglesia de Santa María de la Almudena, de origen tardomedieval, que se emplazaba a pocos metros de la actual catedral, que se levanta, según recientes excavaciones, sobre el lugar que ocupó la judería de Madrid. Durante siglos hubo intentos de dotar de mayor grandiosidad a la mencionada parroquia, intentos que fueron haciéndose más intensos con la consolidación del imperio y con el establecimiento en la villa de la sede de la Corte. Según un informe de 1567:

Por el bien universal de la villa y su tierra, importa y tiene gran necesidad que se haga en ella una iglesia catedral y cabeza de obispado.

No obstante, la villa pertenecía a la archidiócesis de Toledo, antigua capital del reino hispánico visigodo, que siempre se opuso a perder su capitalidad eclesiástica. Así, se intentó ampliar y reformar a la pequeña iglesia de santa María hasta su desaparición en 1868, cuando se derribó para ensanchar la calle Mayor. Finalmente, se impuso la necesidad de construir una iglesia nueva para dar cabida al culto a la patrona de Madrid.
El día 4 de abril de 1883 el rey Alfonso XII puso la primera piedra del nuevo edificio, que sería la futura catedral de Madrid, en unos terrenos que, por mediación de la reina María de las Mercedes de Orleans, muy devota de la Virgen de la Almudena, fueron cedidos por el Patrimonio real en 1879.
El espaldarazo definitivo para la construcción fue la creación de la diócesis de Madrid-Alcalá, mediante una bula dada por León XIII, el 7 de marzo de 1885. Mientras se construía la catedral, la antigua iglesia jesuítica del Colegio Imperial, que en aquel momento tenía la consideración de colegiata, bajo la advocación de san Isidro, pasó a ser el templo catedralicio de la nueva diócesis.
En 1964, Casimiro Morcillo recibió el título de arzobispo, siendo la diócesis de Madrid-Alcalá, elevada a rango de archidiócesis. Esta archidiócesis pasó a llamarse archidiócesis de Madrid en 1991, con la restauración de la diócesis de Alcalá de Henares.
El arquitecto Francisco de Cubas, a cargo del proyecto, reformó su proyecto inicial como iglesia parroquial, proponiendo una imponente catedral neogótica que seguía la moda imperante en Europa por influencia de Viollet-le-Duc. Navascués la calificó como «el proyecto neomedieval más importante de la arquitectura española del siglo XIX». Los trabajos de construcción comenzaron por la cripta, realizada en estilo neorrománico, con acceso independiente por la Cuesta de la Vega y abierta al culto en 1911, una vez concluida por Enrique María Repullés y Vargas. En esa misma época se levantaron los primeros pilares.
Tras el paréntesis de la Guerra Civil, el alcalde de Madrid de la época, José Moreno Torres, encargó al arquitecto Luis Mosteiro la reanudación de las obras y, una vez más, se suscitaron importantes discrepancias sobre el estilo arquitectónico.

Los trabajos quedaron prácticamente abandonados hasta 1950, año en el que Fernando Chueca Goitia y Carlos Sidro ganan el concurso convocado para la terminación de las obras. El aspecto del templo cambió entonces, puesto que, aunque se mantenía el estilo Gótico del proyecto primitivo para el interior de la catedral, el exterior sería ahora neoclásico, siendo este el aspecto que mantiene actualmente. De esta forma, la catedral se integraría mejor con el entorno del Palacio Real.

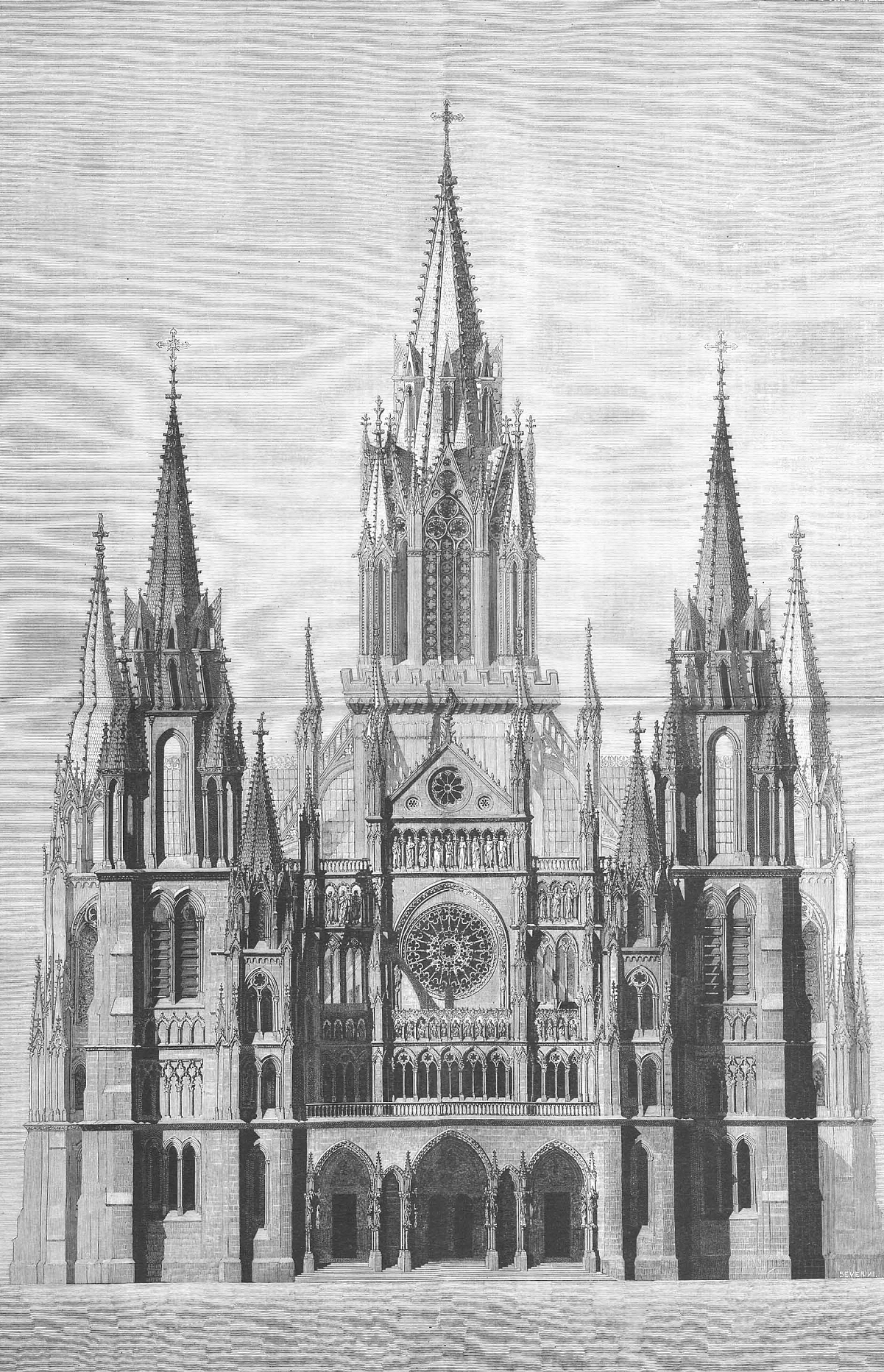
Proyecto original de Francisco de Cubas

Las obras continuaron hasta su paralización en 1965, ante la falta de fondos y de apoyo del Ayuntamiento de Madrid. Transcurrieron casi veinte años hasta que, en 1984, se creó un patronato que consiguió el apoyo de instituciones públicas y privadas para finalizar las obras. La catedral fue consagrada por el papa Juan Pablo II el 15 de junio de 1993, tomando el relevo de la Colegiata de san Isidro, que había sido la catedral provisional de Madrid desde 1885.
Desde su apertura, la Catedral ha estado muy unida a los actos de carácter religioso de la Familia Real española. El día 8 de noviembre del año 2000, fue enterrada en la capilla funeraria, bajo el altar de la Virgen, la reina María de las Mercedes de Orleans, primera esposa de Alfonso XII, gran impulsora de las obras y cuyos restos mortales habían permanecido en el Monasterio de El Escorial hasta la terminación del templo catedralicio.
El 22 de mayo de 2004, se celebró la boda del rey Felipe VI (entonces príncipe de Asturias) con Letizia Ortiz. Fue la primera boda real en la capital en 98 años. Se celebró ante más de 1200 invitados, incluyendo representación de todas las casas reales de Europa.
En 2005 tuvo lugar una exposición sobre la Inmaculada y España, organizada por la Fundación Las Edades del Hombre.
El 20 de agosto de 2011, Benedicto XVI se convirtió en el segundo papa en visitar la catedral, donde presidió y celebró una misa con seminaristas, dentro de los actos programados en la XXVI Jornada Mundial de la Juventud.
La catedral de la Almudena suele ser escenario de algunas ceremonias de Estado. Ha sido marco, entre otros muchos, de los funerales de Estado de los expresidentes Leopoldo Calvo-Sotelo en 2008 y Adolfo Suárez en 2014.
La catedral de la Almudena es una de las catedrales españolas más recientemente construidas, junto a la catedral de San Cristóbal de La Laguna de Tenerife y la catedral de María Inmaculada de Vitoria.

## Materiales
Los sillares del zócalo y de las bases de las columnas fueron realizados con piedra dolomítica (dolomicrita) que provenía de la localidad de Baides, en la provincia de Guadalajara. La fachada, con tonos blancos y vetas rosadas está hecha con calizas micríticas veteadas de Portugal y la parte más ornamental de la portada está realizada con una caliza oolítica también portuguesa. A partir de 1911 se continuó trabajando con una piedra caliza proveniente de Novelda, provincia de Alicante, que posee tonos cremas. La portada principal, con sus dos torres, es de granito, proveniente de Zarzalejo, en la comunidad de Madrid. Las únicas columnas de granito que posee el templo, situadas entre las dos torres de esta fachada principal, proceden de las canteras del municipio madrileño de El Boalo, Cerceda y Mataelpino, donde sus canteros extrajeron esta roca berroqueña y las esculpieron en los años cincuenta.

## Descripción

### Exterior
Quizá el elemento más llamativo al exterior de la catedral sea la cúpula, que es doble; gótica vista desde el interior, pero con reminiscencias barrocas al exterior. Presenta un tambor octogonal en el que se abren cuatro grandes huecos termales y una pequeña linterna como remate. La cubierta es de pizarra oscura. A modo de pináculos, doce estatuas que representan a los apóstoles: san Felipe, san Bartolomé, san Mateo, san Simón, san Judas Tadeo, Santiago el Menor, san Matías, san Bernabé, san Pedro, Santiago el Mayor, San Juan y san Andrés. Son obra del escultor Luis Sanguino.

#### Fachada principal

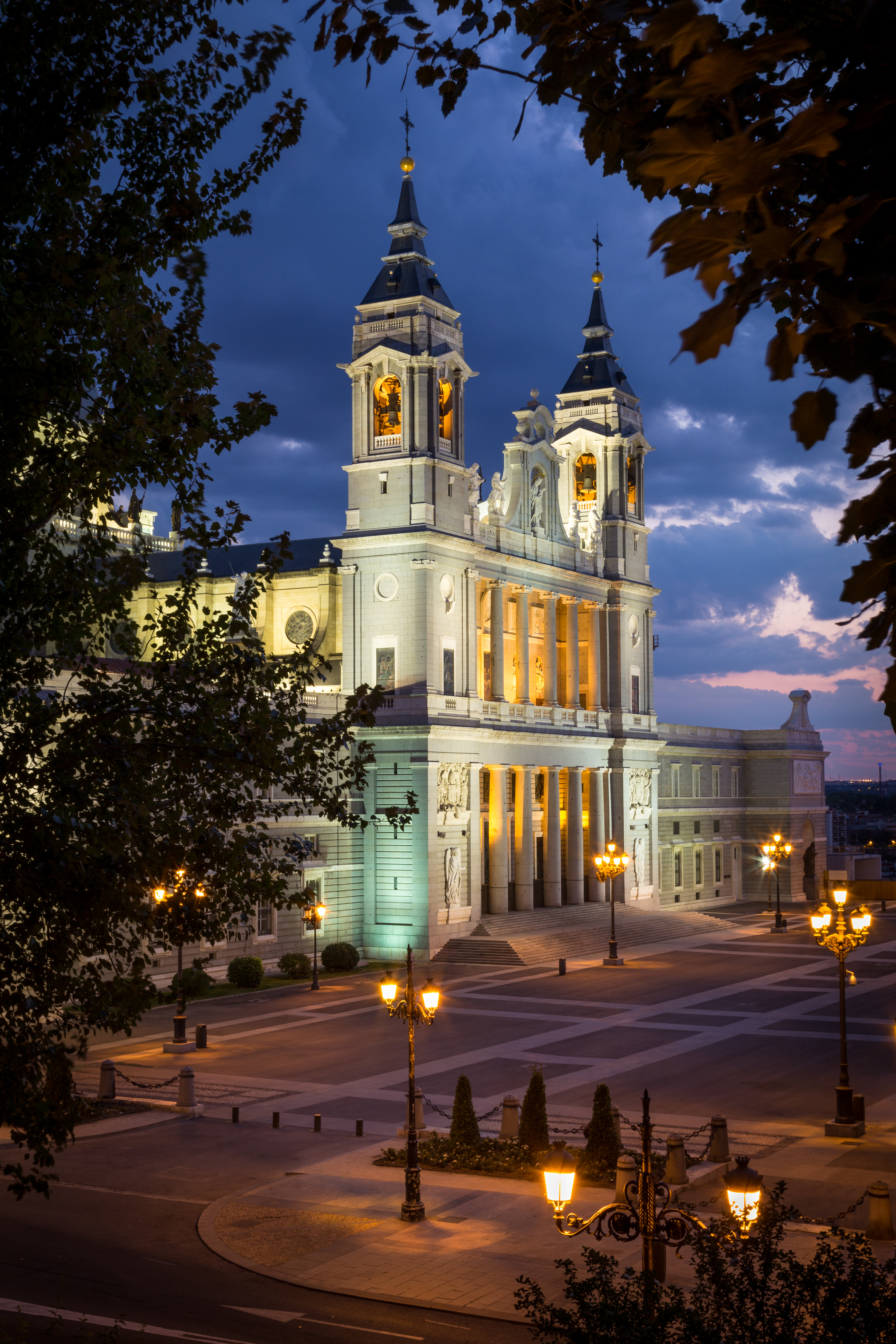
Vista nocturna

La fachada principal, hacia la plaza de la Armería, es la situada a los pies del templo, y mira hacia la cara sur del Palacio Real. Se compone de un gran pórtico de columnata doble, siendo el piso inferior de inspiración toscana y el superior de orden jónico. Este conjunto, de aire neoclásico, fue rematado después de la consagración de la catedral por una hornacina barroca, cobijando una imagen de la Virgen de la Almudena. Se colocaron también cuatro estatuas, obra del escultor Ramón Chaparro, que representan a cuatro santos españoles: san Isidro Labrador, santa María de la Cabeza, santa Teresa de Jesús y san Fernando, realizadas en piedra blanca de Colmenar de Oreja.
En el balcón, una vidriera de diez metros cuadrados que representa a la Virgen de Lis, y cuatro estatuas que representan a los cuatro evangelistas, del escultor José Luis Parés.
Dos grandes escudos, ejecutados también por el escultor Parés, se ubican en la parte inferior de las torres, representando las armas plenas de la Casa Real Española y el escudo del papa que consagró la catedral, Juan Pablo II.
En los extremos de la fachada, en dos hornacinas, dos estatuas de bronce de san Pedro y san Pablo, obra de Juan de Ávalos; rematando las hornacinas, dos relieves, la Entrega de las llaves a san Pedro y la Conversión de san Pablo.
Las puertas son de bronce. La central tiene adornos con el tema trinitario, conmemorando el Jubileo del año 2000; una de las laterales hace referencia a la monarquía de España, con efigies de los reyes de la Reconquista; la otra, está dedicada a Hispanoamérica. Son obra del escultor Sanguino.
De las dos torres de esta fachada, a la de la derecha se la conoce como Mariana o de los Gallegos, ya que las campanas fueron donadas por gallegos y cada una de ellas tiene una advocación mariana castiza: Santa María la Real de la Almudena; Santa María de la Paloma; Santa María de Atocha y Santa María de la Flor de Lis. En la torre de la izquierda, que da a la calle Bailén, está el carillón, fabricado en Saldaña (Palencia), al igual que las campanas Benedicta, Ancilla Domini, Magnificat y Gratia Plena.

#### Fachada de Bailén

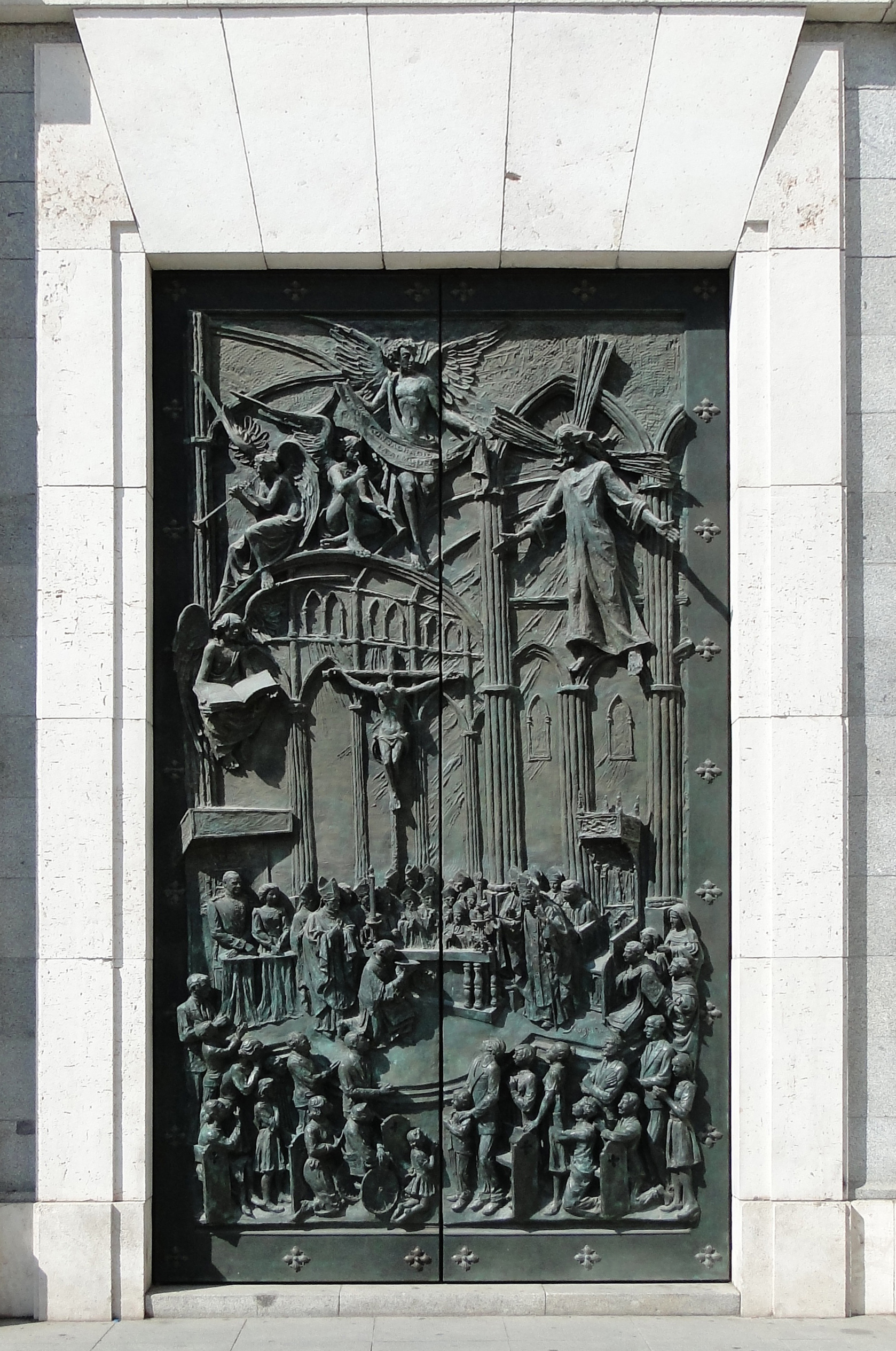
Puerta de bronce

Esta fachada es la que se utiliza diariamente para el acceso a la catedral. Corresponde a la parte oriental del crucero del templo, dando vista a la calle Bailén. En el diseño de esta fachada se advierte cierto influjo escurialense en su monumentalidad y desnudez, solo rota por las monumentales puertas de bronce. Son estas obra, asimismo, del escultor Sanguino.
La lateral de la izquierda representa el hallazgo de la Virgen de la Almudena por el rey Alfonso VI de León, en el año 1085; la central, recuerda el día de la consagración de la Catedral por el papa Juan Pablo II, el 15 de junio de 1993, con imágenes de los reyes Juan Carlos I y Sofía, doña María de la Mercedes, madre del Rey, y el entonces arzobispo de Madrid, Ángel Suquía; por último, la puerta lateral derecha ilustra la procesión de la Virgen de la Almudena el 9 de noviembre, día de su fiesta, por las calles de Madrid. En ella se ve al cardenal-arzobispo Antonio María Rouco Varela, y los monumentos más emblemáticos de la ciudad. La decoración se completa con dos estatuas de San Joaquín y Santa Ana, padres de la Virgen María, colocadas en hornacinas en lo alto de la fachada; ambas obra de José Luis Parés.
Frente a esta fachada, una plaza le sirve de atrio amplio. Se conoce comúnmente como plaza de Juan Pablo II por la estatua de más de tres metros que representa a este papa, realizada por el escultor Juan de Ávalos. La plaza está adornada, además, con cuatro fuentes y farolas de estilo fernandino. Se accede a ella por una escalera imperial y rampas laterales.
Todo el conjunto está cerrado por rejas, coronadas por las estatuas en bronce de san Antonio María Claret, san Ignacio de Loyola y san Juan de Ávila, obra de la escultora Consuelo Perea.

### Interior

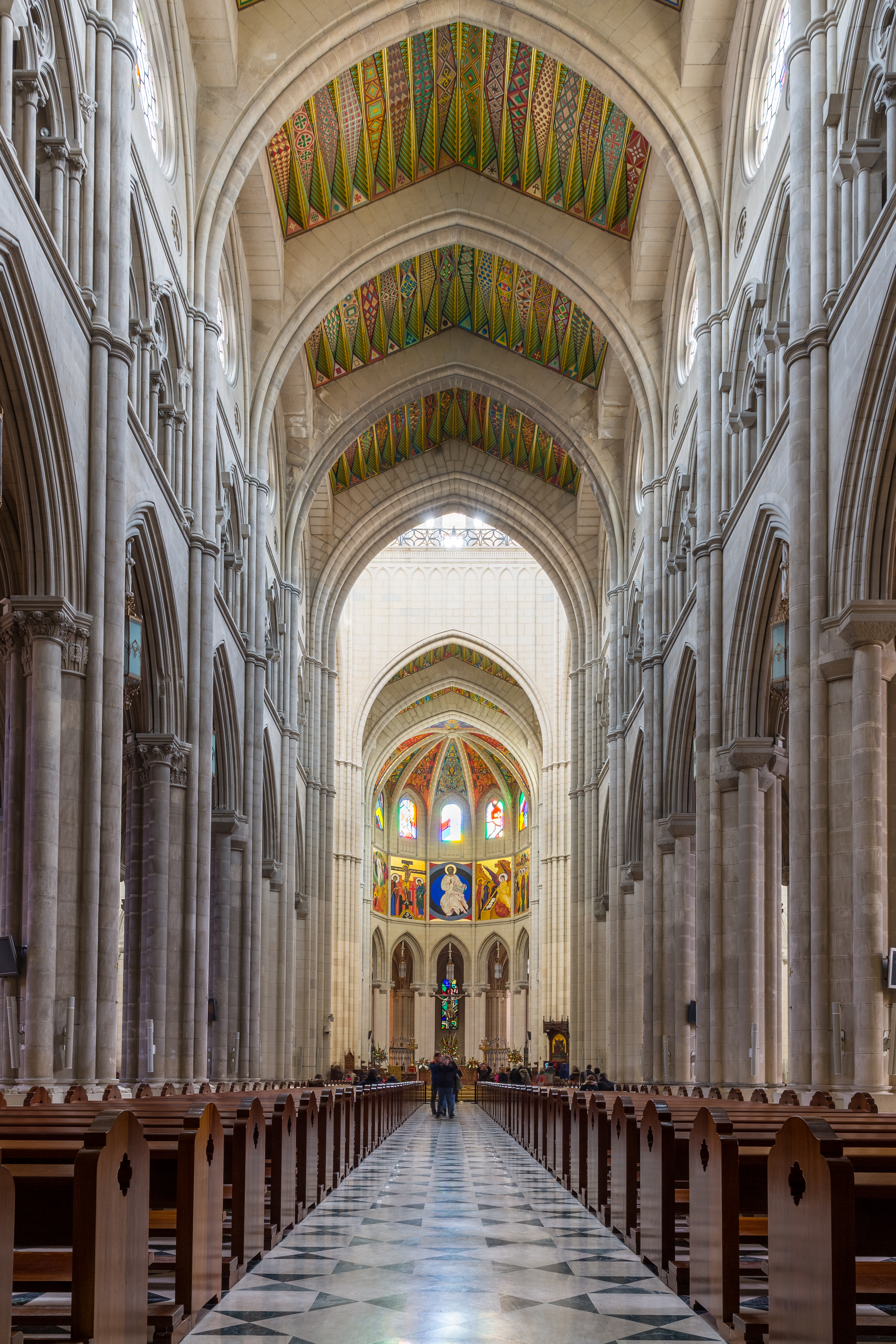
Interior, hacia el presbiterio

La catedral tiene planta de cruz latina, compuesta por una nave central y dos laterales, amplio crucero de tres naves; cabecera curva con girola y cinco capillas radiales. Contrasta el exterior de la catedral, de estilo ecléctico en el que predominan las líneas neoclásicas y barrocas, con el interior, que sigue los patrones del estilo neogótico, incluyendo vidrieras polícromas y triforio.
Gran parte del mobiliario litúrgico sigue también este estilo. La mesa del altar mayor es de mármol verde, y se encuentra en el centro del crucero. A la derecha del mismo se encuentra la cátedra episcopal, de líneas gotizantes, tallada en nogal en 1885. Detrás del altar mayor, preside el presbiterio una escultura de Cristo crucificado, de estilo barroco, obra del insigne imaginero cordobés Juan de Mesa (1583-1627), realizada en 1620 y que al igual que la sillería del coro, procede de la Colegiata de San Isidro, para la que fue encargado por el Colegio Imperial. Se trata de una obra clave del barroco escultórico español, a pesar de que tuvo que ser restaurada tras los daños sufridos durante la guerra civil española.
La Virgen de la Almudena, patrona de la ciudad, tiene su altar en el crucero de la nave derecha, frente a la entrada por la calle de Bailén. Es un altar elevado, al que se accede por dos escaleras laterales con barandilla de bronce. La escultura original, representando a la Virgen con el Niño en sus brazos, es una imagen de madera tallada y policromada, de estilo gótico; está colocada en la hornacina central de un valioso retablo, realizado por Juan de Borgoña a finales del siglo XV. Lo forman dieciocho tablas representando escenas de la vida de Jesús y María, de agradable colorido; la mazonería y la predela son obra moderna, de estilo neogótico. La imagen de la Virgen se halla elevada sobre un pedestal de plata del siglo XVII, con ciriales y resplandores del mismo material y época, regalados por la Villa de Madrid.
Bajo el arco rebajado formado por las escaleras, se encuentra la sepultura de la reina María de las Mercedes, esposa de Alfonso XII, fallecida en 1878. Sus restos fueron trasladados allí en el año 2000, cumpliendo la voluntad de la soberana de ser enterrada a los pies de la Virgen.

En el espacio del crucero, antecediendo a la escalinata, se puede contemplar una excelente escultura representando la Caída de Jesús con la cruz, conocida como Cristo de la Misericordia. Es una talla de vestir, barroca, de intenso realismo y veraz policromía, atribuida a Juan Martínez Montañés. Hacia el lado contrario se halla otra obra maestra de la imaginería barroca, un Cristo atado a la columna, obra del escultor napolitano Giacomo Colombo, firmada y fechada en la peana en el año 1698.

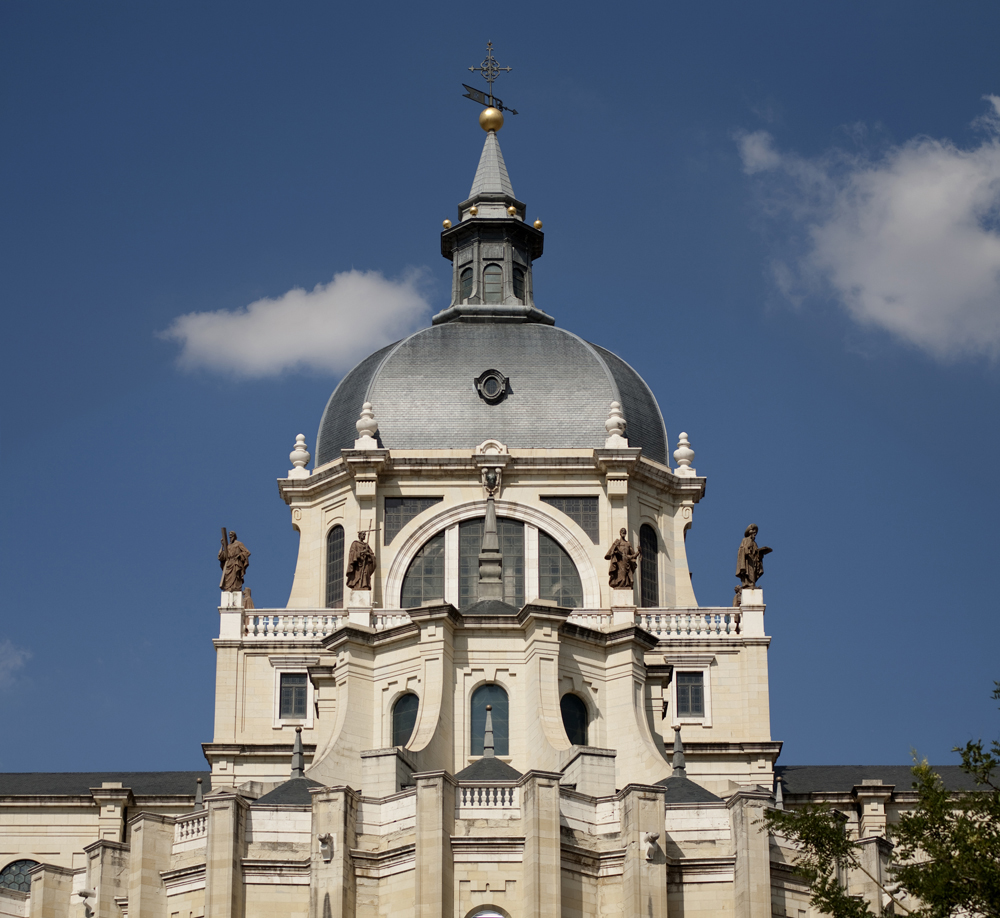
Exterior de la cúpula

Al comienzo de la girola se encuentra la Capilla del Santísimo, reservada a la adoración eucarística, que centra la atención de la capilla con un moderno sagrario-ostensorio. También recibe culto en esta capilla la talla de la Virgen del Monte, escultura medieval, gótica, del siglo XIII.
En la intersección con el crucero, en el lado de la epístola, se expone un gran cuadro, que presidió durante algún tiempo el altar mayor de la catedral, representando Los preparativos para la Crucifixión. Procede del desaparecido convento madrileño de los Capuchinos de la Paciencia, y es obra del pintor Francisco Ricci (1651), destacando la atmósfera sombría, tensa y movida que preside el cuadro, descrita con ágiles pinceladas. Se trata de una obra clave de la pintura barroca española y una de las más señeras de cuantas guarda el templo. A los pies de este lienzo, un excelente Cristo Yacente del escultor Juan de Ávalos, de vigorosa anatomía. En el brazo del crucero opuesto, se puede contemplar un retablo de tablas pintadas de estilo gótico, obra de los siglos XV-XVI, atribuido a Juan González de Becerril.
La capilla central de la girola está dedicada a san Isidro Labrador y su esposa, santa María de la Cabeza, cuyas imágenes, tallas policromadas barrocas, atribuidas a Juan Villabrille y Ron (siglos XVII-XVIII), flanquean el arca funeraria, del siglo XIII, que durante un tiempo contuvo los restos incorruptos del santo (custodiados en la actualidad en la Colegiata de San Isidro). El arca es una obra singular de arte medieval, con diversas escenas pintadas representando pasajes de la vida del santo.

#### Nave central y laterales

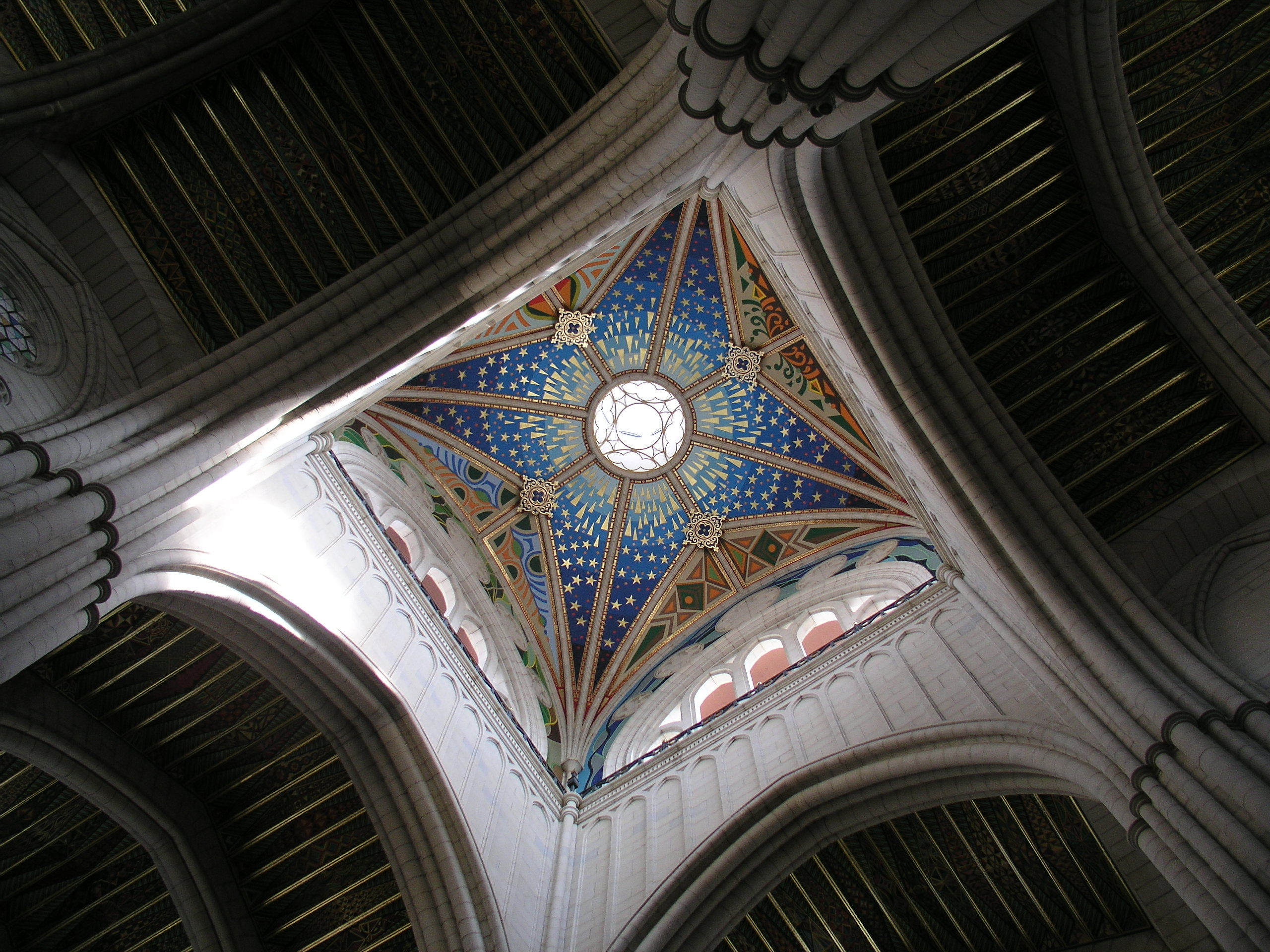
Interior de la cúpula

La cubierta de la nave central, a diferencia de las laterales que siguen los esquemas góticos (bóveda de crucería simple), se resuelve mediante una ingeniosa solución de hormigón alveolado, lo que permitió reducir costes y trabajo. La decoración pictórica de esta estructura es de carácter geométrico, obra del pintor José Luis Galicia, dentro de un estilo que recuerda los tradicionales artesonados mudéjares, sobre todo en la profusa utilización del pan de oro y gamas de colores contrastantes. La cúpula, pintada por el mismo artista, tiene como motivo los cuatro elementos (tierra, mar, fuego y aire) en sus cuatro vértices, que sostienen a la bóveda celeste.
Las capillas de las naves laterales están dedicadas a santos contemporáneos: san Josemaría Escrivá de Balaguer, decorada con relieves y escultura del santo, por Venancio Blanco; santa María Micaela del Santísimo Sacramento; beata Mariana de Jesús, mercedaria nacida en Madrid; santa Maravillas de Jesús, madrileña, carmelita descalza; santa Ángela de la Cruz; san Vicente de Paúl y santa Luisa de Marillac; san Pedro Poveda; santa María Soledad Torres Acosta y santa María Josefa del Corazón de Jesús. Todas ellas se organizan y decoran con imágenes y mobiliario de estilo contemporáneo en su mayor parte. A los pies del templo se sitúan la capilla penitencial y la capilla bautismal; esta última con una sencilla pila de mármol negro y una destacada escultura de San Juan Bautista, obra de Robert Michel, del siglo XVIII. Junto a la sacristia mayor, se encuentra la capilla de Juan Pablo II, inaugurada por el cardenal Osoro (13 de noviembre de 2022).
El órgano catedralicio, situado en el coro alto, a los pies del templo, fue construido por el organero Gerhard Grenzing, y constituye una pieza excepcional. Consta de cuatro teclados, más un teclado de pedal, y tiene acoplamientos mecánicos y eléctricos: el teclado de las caderetas exteriores cuenta con dieciséis líneas de tubos, el mayor tiene once líneas; veintiuna líneas de tubos son para el teclado expresivo, nueve para la trompetería y el pedal suma trece líneas más.

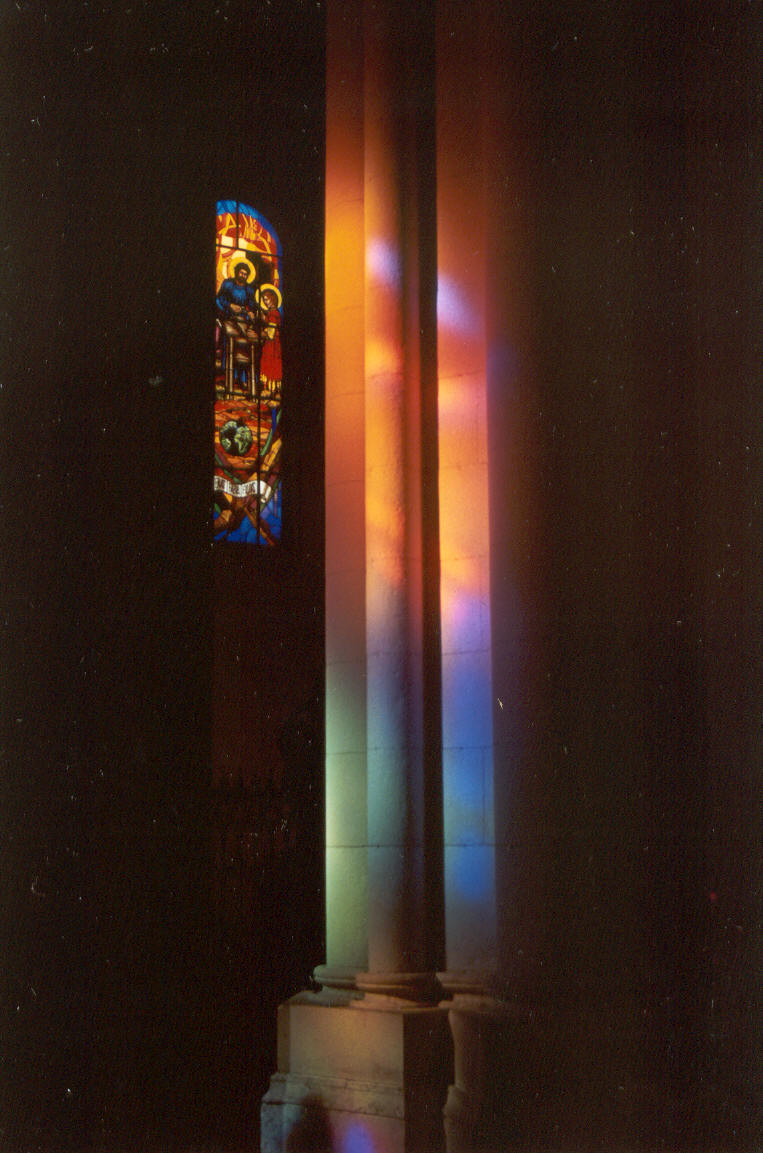
Interior, iluminado por la luz coloreada por las vidrieras

#### Vidrieras y pinturas del ábside
El 28 de abril de 2004, el cardenal Rouco Varela, arzobispo de Madrid, bendijo las pinturas y vidrieras que decoran el ábside de la catedral. Fueron encargados al religioso y artista Kiko Argüello.
Los murales representan (de izquierda a derecha): El Bautismo, La Transfiguración, La Crucifixión, Cristo Pantocrátor, La Resurrección, La Ascensión y La venida del Espíritu Santo en Pentecostés. En el centro de la composición, presidiendo toda la catedral, la imagen del Pantocrátor, representado como Jesús en su Segunda Venida. En el libro abierto que sostiene el Pantocrátor está escrito: «Amad a vuestros enemigos. ¡Vengo pronto!». Estas pinturas recuerdan en su estilo general a los tradicionales iconos de las iglesias ortodoxas, apreciándose un matiz contemporáneo en los detalles.
Sobre las pinturas, hay dispuestas siete vidrieras dedicadas a la Palabra o Verbo de Dios, con su nombre en diferentes idiomas: latín (Verbum), griego (Logos), hebreo (Dabar), siríaco (Melaj), ruso (Slovo) y español (Palabra). En el centro, el nombre de María, advocación de la catedral. Las vidrieras, no siendo figurativas, crean un equilibrio entre las figuras pintadas, el cromatismo de las vidrieras y el del techo en una síntesis de tradición y modernidad. No obstante, el conjunto ha sido controvertido, poniéndose en duda el gusto estético y la originalidad y pertinencia del mismo.

#### Cripta

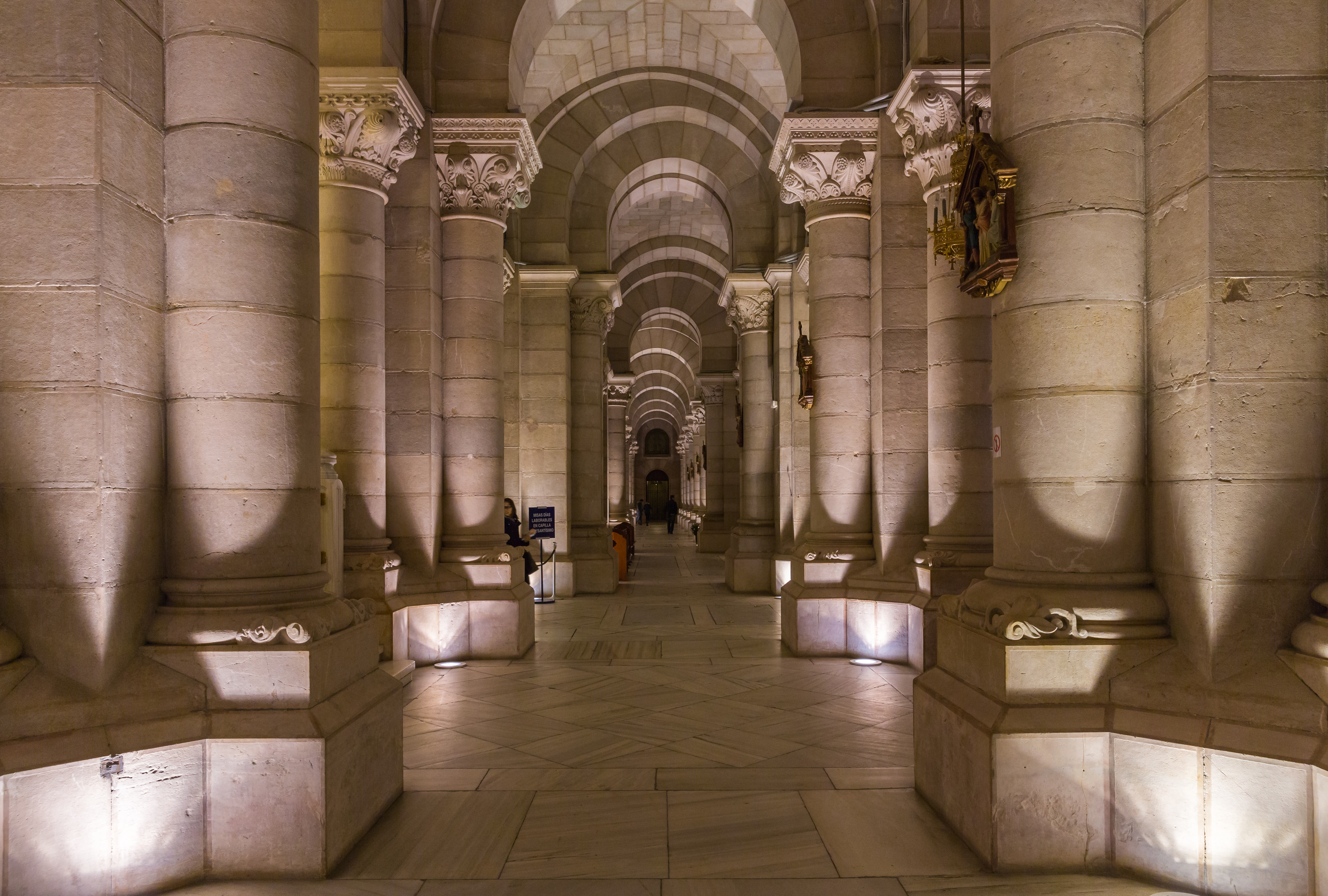
Columnas de la cripta

La cripta de la Almudena fue la primera estructura construida de la catedral, se erigió en estilo neorrománico, con acceso por el lado de la Cuesta de la Vega. Se abrió al culto en 1911, cuando fue terminada por el arquitecto Enrique María Repullés, el cual está enterrado en ella. Contiene una imagen del siglo XVI de la Virgen de la Almudena.
Destacan sus más de 400 columnas coronadas con capiteles, todos ellos diferentes, que evocan figuras bíblicas y motivos de la naturaleza, así como la figura de la Osa y el Madroño, símbolo de Madrid. Su fachada tiene referencias medievales, con una triple puerta con arco de medio punto. Está presidida por una imagen de la Almudena, junto al Corazón de Jesús y San Isidro, cobijados por una girola. Tiene cinco naves, y a sus lados, 18 capillas. En ellas han intervenido artistas como Benlliure, en los relieves, o Maumejean, con vidrieras que iluminan las capillas. La decoración de las capillas mezcla mosaicos de tradición bizantina, relieves e imágenes de proporciones clásicas, así como vitrales de estilo gótico. Las lámparas votivas del techo están inspiradas en el tesoro de Guarrazar, hallado en Toledo a mediados del siglo XIX.
Las personalidades enterradas en la cripta de la Catedral incluyen a:
- Su Majestad Mercedes de Orleans, Reina de España (1860–1878)
- Su Alteza el Príncipe Fernando de Baviera (1884–1958)
- Su Alteza José Eugenio, Príncipe de Baviera (1909–1966)
- Su Alteza Luis Alfonso, Príncipe de Baviera (1906–1983)
- Su Alteza María de la Asunción Solange de Mesía y de Lesseps, Princesa de Baviera y Condesa de Odiel (1911–2005)
- Francisco de Cubas, I marqués de Cubas (1826–1899)
- Francisco de Cubas y Erice, II Marqués de Cubas, II marqués de Fontalba y grande de España (1868-1937)
- Estanislao de Urquijo y Landaluce, I marqués de Urquijo (1817-1889)
- Estanislao de Urquijo y Ussía, III marqués de Urquijo (1872-1948)
- Cardenal Ángel Suquía Goicoechea (1916–2006)
- Fernando Rielo Pardal (1923-2004)
- Carmen Franco, primera duquesa de Franco (1926–2017)
- Cristóbal Martínez-Bordiú, X Marqués de Villaverde (1922-1998)
- Alfonso Peña Boeuf, político español (1888-1966)
- Enrique María Repullés, arquitecto de la cripta de la Almudena (1845-1922)
- Amparo Portilla Crespo, (1925-1996)

## Museo
En el interior del templo existe un museo en el que se expone desde mosaicos hasta escudos episcopales y ornamento. También, la entrada a dicho museo incluye la subida a la cúpula de la catedral.

## Dimensiones
- Longitud total:					102 m
- Longitud de la nave central:				82 m
- Longitud del crucero:					68 m
- Altura de la cúpula hasta la cruz:			73 m
- Altura de las torres de la fachada hasta la veleta:	60 m
- Altura de la nave principal:				25,8 m
- Ancho de la nave principal:				12,5 m
- Ancho de las naves laterales:				6 m
- Ancho de las capillas:				6 m
- Superficie total:					4800 m²

## Órgano

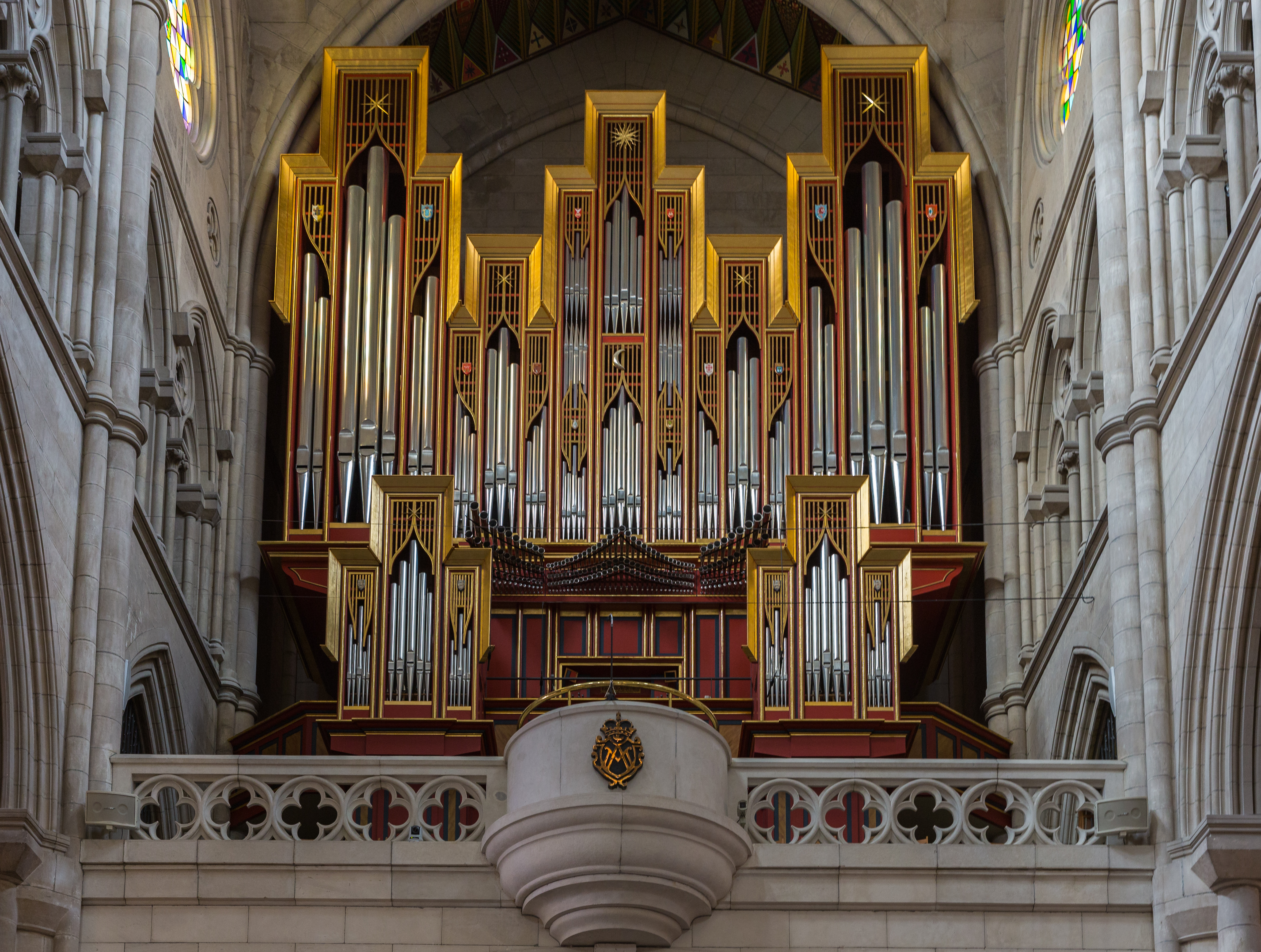
El Órgano de la catedral

El órgano se incorpora dentro de un moderno mueble con diseño inspirado en los retablos góticos. Fue construido en 1999 por el constructor Gerhard Grenzing. El instrumento, con un total de 5000 tubos, en su mayoría de una aleación de estaño, tiene 70 voces en 4 manuales y pedal.
| I Caderetas exteriores C-a3 |       |
| Flautado                    | 8'    |
| Tapado                      | 8'    |
| Quintatón                   | 8'    |
| Flauta travesera            | 8'    |
| Octava                      | 4'    |
| Tapadillo                   | 4'    |
| Nazardo 12a                 | 2/3'  |
| Quincena                    | 2'    |
| Flauta Silv.                | 2'    |
| Nazardo 17a                 | 13/5' |
| Nazardo 19a                 | 1/3'  |
| Churumbela II               |       |
| Lleno IV                    |       |
| Címbala III                 |       |
| Serpentón                   | 16'   |
| Cromorno                    | 8'    |
| Tremolo                     |       |

| II Órgano mayor C-a3 |      |
| Flautado mayor       | 16'  |
| Flautado             | 8'   |
| Flauta chim.         | 8'   |
| Flauta arm.          | 8'   |
| Octava               | 4'   |
| Docena               | 2/3' |
| Quincena             | 2'   |
| Lleno VI             |      |
| Címbala IV           |      |
| Trompeta mayor       | 16'  |
| Trompeta real        | 8'   |

| III Expresivo C-a3 |       |
| Violón mayor       | 16'   |
| Flautado tapado    | 8'    |
| Gamba              | 8'    |
| Onda marina        | 8'    |
| Viola              | 8'    |
| Octava             | 4'    |
| Flauta travesera   | 4'    |
| 17a mayor          | 31/5' |
| Nazardo 12a        | 2/3'  |
| Quincena           | 2'    |
| Pífano             | 2'    |
| Nazardo 17a        | 13/5' |
| Séptima            | 1/7'  |
| Chiflete           | 1'    |
| Lleno IV           |       |
| Tercerilla III     |       |
| Fagot              | 16'   |
| Trompeta arm.      | 8'    |
| Oboe               | 8'    |
| Voz humana         | 8'    |
| Clarín campaña     | 4'    |
| Tremolo            |       |

| IV Trompetería C-a3 |     |
| Trompeta bat.       | 8'  |
| Clarín T            | 8'  |
| Bajoncillo B        | 4'  |
| Trompeta magna      | 16' |
| Violeta B           | 2'  |
| Orlos               | 8'  |
| Corneta VI          |     |
| Violón              | 8'  |
| Flauta dulce        | 4'  |

| Pedal C-g1     |     |
| Grave          | 32' |
| Contras        | 16' |
| Subbajo        | 16' |
| Flautado       | 8'  |
| Bajo cónico    | 8'  |
| Octava         | 4'  |
| Corno          | 2'  |
| Compuestas III |     |
| Lleno V        |     |
| Contra bomb.   | 32' |
| Bombarda       | 16' |
| Trompeta       | 8'  |
| Clarín         | 4'  |

- Acoplamientos (I): IV-II, I-II, III-II bajos, III-II tiples, III 16' - II (asistido)
- Acoplamientos (II): III-I, I-Ped, II-Ped, III-Ped, III 4'-Ped, IV-Ped.